# Gothic II
Gothic II je RPG počítačová hra od německého vývojářského studia Piranha Bytes. Poprvé byla vydána v Německu 29. listopadu 2002 a v Severní Americe 28. října 2003. Distribuují ji společnosti JoWood a Atari.

## Engine
Herní engine je v podstatě upravená verze toho z prvního dílu. Rozlišení textur se zlepšilo díky factoru 4 a svět je tak třikrát detailnější než v prvním dílu. Jelikož grafika je méně detailní než v ostatních enginech té doby, tak ve hře není téměř žádné načítání.

## Vydání a distribuce
Německá verze hry byla poprvé vydávána JoWoodem 29. listopadu 2002. Ve Velké Británii a Skandinávii vydávali hru společně JoWood a Atari 13. června 2003. Americké vydání, které zařídilo Atari, následovalo o několik měsíců později, a to 28. října. Nicméně, podle Piranha Bytes, Atari jim oficiálně neoznámila americké vydání, takže neměli šířit řeči o tomto vydání. 17. října 2005 vydavatel JoWood oznámil že Aspyr Media plánují vydat čtyři jejich tituly v Severní Americe, jeden z nich byl i Gothic II Gold, který obsahoval Gothic II spolu s rozšířením Gothic 2: The Night Of The Raven. Aspyr Media vydala Gothic II Gold 29. listopadu 2005. V Německu je také Gothic II dostupný ve Sběratelské edici, společně s datadiskem a prvním dílem. Anglická demoverze hry, který obsahuje první část, byla vydána 17. března 2005, když byla hra vydána v zemích, kde ji ještě nikdo nevydal.

## Příběh

### Prolog
Poté, co padla bariéra kolem trestanecké kolonie, kde se těžila magická ruda, dodávka rudy pro království byla přerušena. Král se proto rozhodl pro ní vyslat lorda Hagena se 100 paladiny. Na ostrově Khorinis se zatím vězni rozprchli a domobrana je nebyla schopna zastavit. Někteří farmáři v čele s Onarem se vzbouřili proti domobraně, která jim brala velkou část úrody jako daň, a na ochranu si najali část bývalých trestanců vedených Leem. Zlo však z ostrova nevymizelo se zabitím Spáče, který se svým posledním smrtelným výkřikem přivolal armádu zla. Čaroděj Xardas to ucítil a zachránil z trosek Spáčova chrámu bezejmenného hrdinu, za kterého hrajete. Váš hrdina však ležel pod sutí týdny a stal se tak mnohem slabším.

### Děj
Bezejmenný hrdina je na začátku seznámen s nekromantem Xardasem o novém nebezpečí, armádě vedené draky. Pošle ho za lordem Hagenem, vůdcem paladinů, aby získal Innosovo oko, mocný artefakt, jež vám dovolí mluvit s draky. S hrdinou se poté dostanete do města Khorinis a postupně se dozvíte, že se musíte připojit k jedné ze tří frakcí – žoldákům, ohnivým mágům nebo k domobraně, abyste se mohli dostat k lordu Hagenovi. Ten vás pošle do bývalé trestanecké kolonie, která je nyní zabrána draky, skřety a divokou zvěří. Máte mu přinést důkaz o dracích. V hradu, jež byl centrem starého tábora, najdete Garonda, vůdce mise paladinů. Dozvíte se, že draci již zaútočili na hrad a až mu donesete stav vytěžené rudy v dolech, dá vám zprávu pro lorda Hagena.
Zatímco je hrdina v kolonii, dozví se síly zla o jeho misi. Pátrači, Beliarovi služebníci s nemalou mocí se rozmístí po ostrově, aby hrdinu zabili. S povolením lorda Hagena jdete do kláštera pro Innosovo oko, ale zjistíte, že těsně před vámi ho někdo ukradl. Zloděje naleznete právě včas, abyste viděli, jak oko zničí. Artefakt vám opraví kovář, ale abyste mu obnovili magickou moc, musíte vykonat rituál se třemi mágy, jež budou reprezentovat tři bohy: mág vody Vatras Adanose, bývalý mág ohně Xardas Beliara a mág ohně Pyrokar Innose. Moc oka je obnovena a bezejmenný hrdina se vydává do trestanecké kolonie zabít čtyři draky, jež tam žijí.
Když jsou všichni draci v údolí mrtvi, jde hrdina oznámit Xardasovi o smrti draků, ale ten je pryč. Dostává zprávu od Lestera, že další informace najde v knize Síně Idorathu. V knize je mapa, na níž je cesta k ostrovu Irdorath, kde se nachází starý Beliárův chrám. Hrdina najme posádku a kapitána, odpluje na Irdorath a zabije vůdce draků. Pak s naloženou kořistí odplouvá na pevninu. Jeho příběh na pevnině je obsahem Gothica 3.

## Prostředí
Příběh v Gothicu II se odehrává na středověkém ostrově Khorinis, na němž je město Khorinid, klášter ohnivých mágů, farmy a lesy. Údolí, kde bývala trestanecká kolonie, také navštívíte, jen je oproti Gothicu pozměněné. Ze starého tábora zbyl už jen hrad, z nového se stala ledová poušť a tábor v bažinách je nepřístupný kvůli velikému zátarasu, který byl postaven skřety. Posledním navštíveným místem ve hře jsou síně Irdorathu (něco podobného jako Spáčův chrám v prvním díle).
Khorinis byla bohatá oblast s farmami a hlubokými lesy. Hlavním hybatelem hospodářství je zde magická ruda, která byla dovážena na pevninu králi, jež využil ve válce se skřety. Téměř všechny farmy jsou vlastněny velkostatkářem Onarem, který si najal žoldáky, aby ho ochránili před domobranou, jež mu dříve brala část úrody. To uvrhlo Khorinis na pokraj občanské války a způsobilo, že město má málo jídla. Problém ještě zhoršilo zastavení veškerých dodávek zboží z pevniny kvůli válce.
Lidé v Khorinidu věří ve tři bohy: Innose, boha ohně a dobra, Adanose, boha rovnováhy a Beliara, boha zla.